# 拉弗拉谢尔
拉弗拉谢尔（法語：La Flachère，法語發音：[la flaʃɛʁ]）是法国伊泽尔省的一个市镇，属于格勒诺布尔区。

## 地理
拉弗拉谢尔（45°23'55"N, 5°57'47"E）面积2.85 平方千米，位于法国奥弗涅-罗讷-阿尔卑斯大区伊泽尔省，该省份为法国东南部内陆省份，北起顺时针与安省、萨瓦省、上阿尔卑斯省、德龙省、阿尔代什省、卢瓦尔省和罗讷省。
与拉弗拉谢尔接壤的市镇（或旧市镇、城区）包括：圣玛丽达卢瓦、圣玛丽迪蒙、圣樊尚德梅尔屈兹、巴罗、拉比西耶尔。

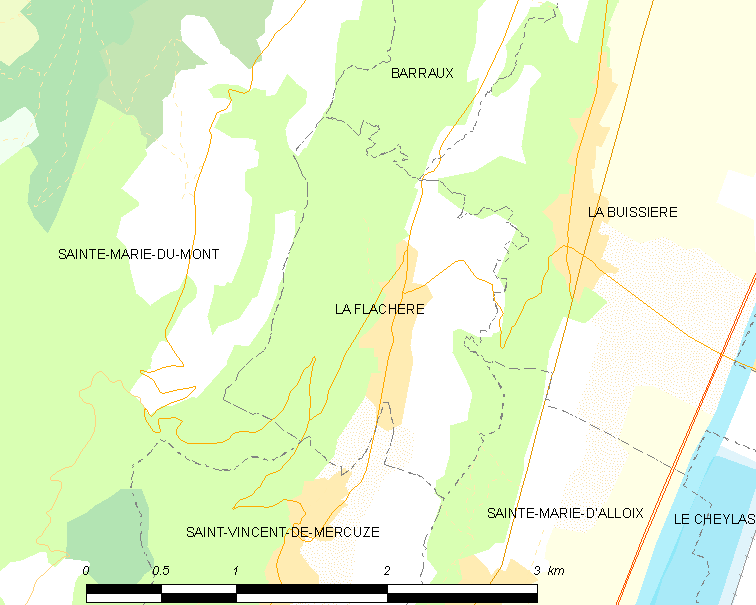
拉弗拉谢尔的OSM定位图

拉弗拉谢尔的时区为UTC+01:00、UTC+02:00（夏令时）。

## 行政
拉弗拉谢尔的邮政编码为38530，INSEE市镇编码为38166。

## 政治
拉弗拉谢尔所属的省级选区为上格雷西沃当县。

## 人口

1962-2008年间拉弗拉谢尔人口变化图示

拉弗拉谢尔于2022年1月1日时的人口数量为456人。